# Kaasschaaf

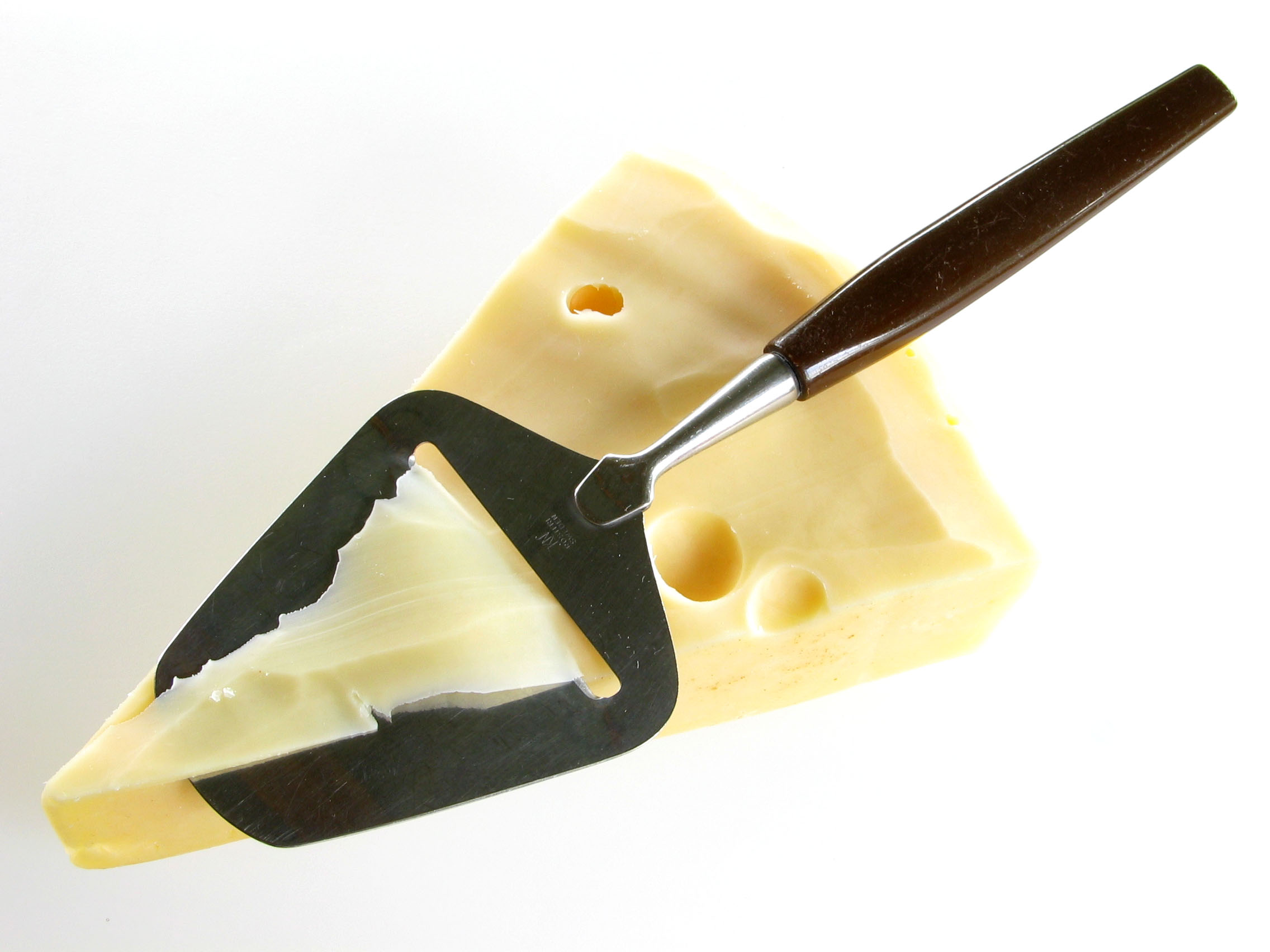
Gebruik van de kaasschaaf

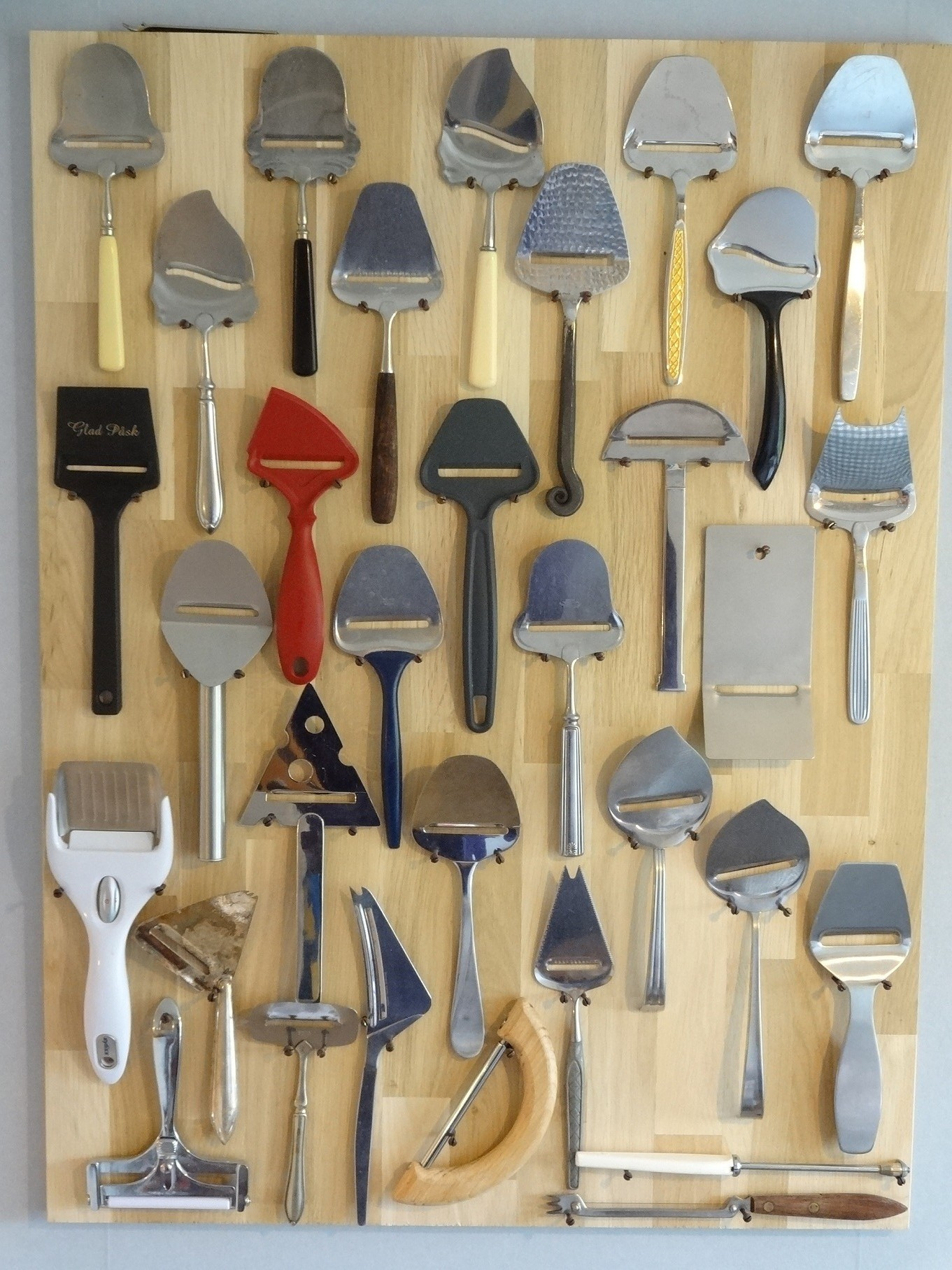
Verzameling kaasschaven

De kaasschaaf is een huishoudinstrument waarmee een dun plakje van een stuk kaas kan worden gesneden. De kaasschaaf werd in 1925 door de uit Lillehammer (Noorwegen) afkomstige timmerman Thor Bjørklund ontworpen die zich liet inspireren door de houtschaaf. De massaproductie begon in 1927, waarna de schaaf al snel ook buiten Noorwegen werd geïntroduceerd.
Om een kaasschaaf te kunnen gebruiken, moet de kaas de juiste consistentie hebben, dus niet te zacht en niet te hard zijn. De meeste Nederlandse, Scandinavische, Belgische en Duitse kaassoorten zijn geschikt om met een kaasschaaf te bewerken. Daarom wordt de kaasschaaf vooral in die landen gebruikt. Voor jonge, en dus zachtere, kaas is de gewone kaasschaaf minder geschikt doordat de kaas aan het lange blad van de schaaf blijft kleven. Hierom bestaan er ook speciale korte kaasschaven.
De kaasschaaf is ook in de Scandinavische landen in algemeen gebruik, en verder bijvoorbeeld in Duitsland, Frankrijk en Zwitserland. Zowel in Noorwegen als in Nederland worden kaasschaven met verfraaide handvatten als souvenir aan toeristen verkocht, in Nederland bijvoorbeeld met een handvat van Delfts blauw.

## Trivia
- De kaasschaafmethode is een manier om te bezuinigen, door van elke post op een begroting een vergelijkbaar percentage af te halen.
- In Ånäset (Zweden) staan de waarschijnlijk twee grootste kaasschaven ter wereld.[bron?]

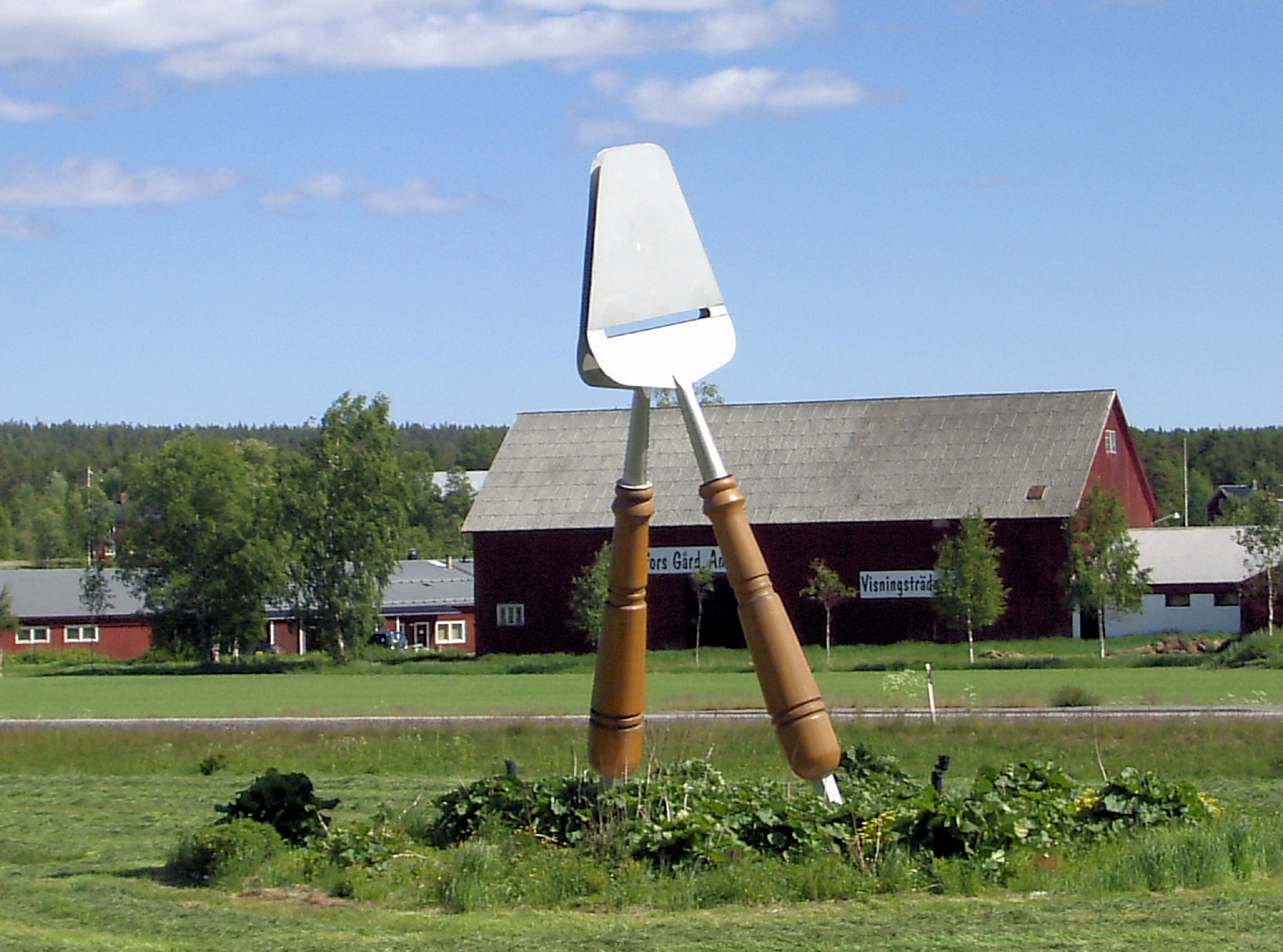
Kaasschaven in Ånäset